# Vipera transcaucasiana
Vipera transcaucasiana este o specie de șerpi din genul Vipera, familia Viperidae, descrisă de Boulenger 1913. A fost clasificată de IUCN ca specie cu risc scăzut. Conform Catalogue of Life specia Vipera transcaucasiana nu are subspecii cunoscute.

## Galerie

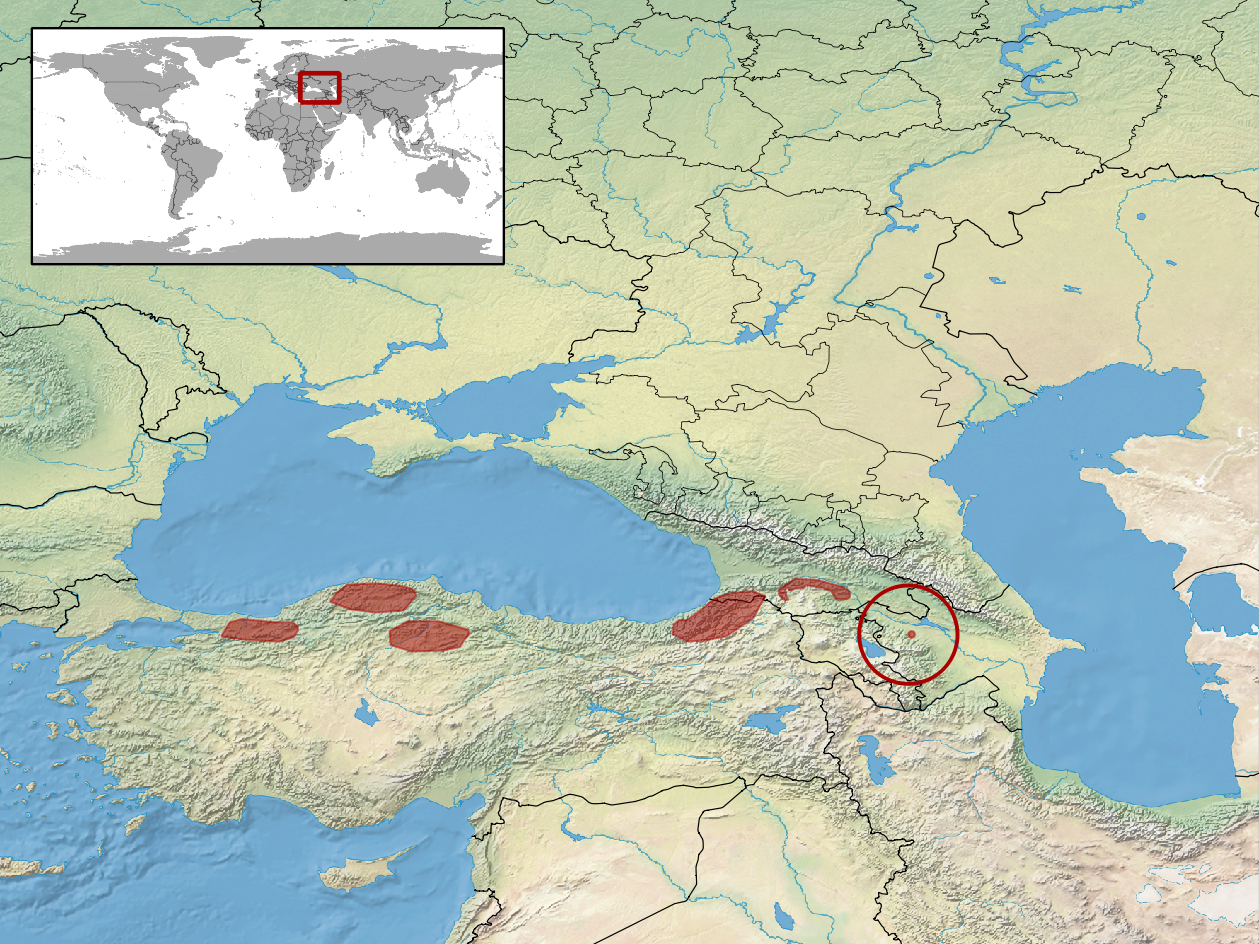